# Джейми Фокс
Э́рик Ма́рлон Би́шоп (англ. Eric Marlon Bishop, более известный как Дже́йми Фокс (англ. Jamie Foxx); род. 13 декабря 1967, Террелл, Техас, США) — американский актёр, певец и стендапер, известный по ролям в фильмах «Соучастник», «Законопослушный гражданин», «Джанго освобождённый», «Штурм Белого дома», «Новый Человек-паук: Высокое напряжение», «Али», «Человек-паук: Нет пути домой», лауреат премии «Оскар» за роль Рэя Чарльза в биографическом фильме «Рэй».

## Ранние годы
Эрик Марлон Бишоп родился в городке Террелл, Техас. Его матерью была Луиз Аннет Талли Диксон, а отцом Даррелл Бишоп, который работал брокером и сменил имя на Шахид Абдулла после принятия ислама. Вскоре после рождения Фокс был усыновлён приёмными родителями матери — медсестрой и домохозяйкой Эсфирь Мари и садовником Марком Талли. Он иногда встречался со своими настоящими родителями, но те никогда не принимали участия в его воспитании. Фокс вырос в чёрном квартале Террелла и воспитывался в духе баптизма. Он часто ссылался на влияние приёмной бабушки на его жизнь.
По настоянию бабушки мальчик начал брать уроки фортепиано с 5 лет. Занимался в церковных группах в Террелле, затем изучал классическую музыку в колледже. Также его интересовал американский футбол, и он всерьёз задумывался о карьере футболиста в команде «Даллас Ковбойс». Фокс учился в Джульярдской школе и в Международном американском университете в Сан-Диего на музыканта.

## Карьера

### Актёрская карьера

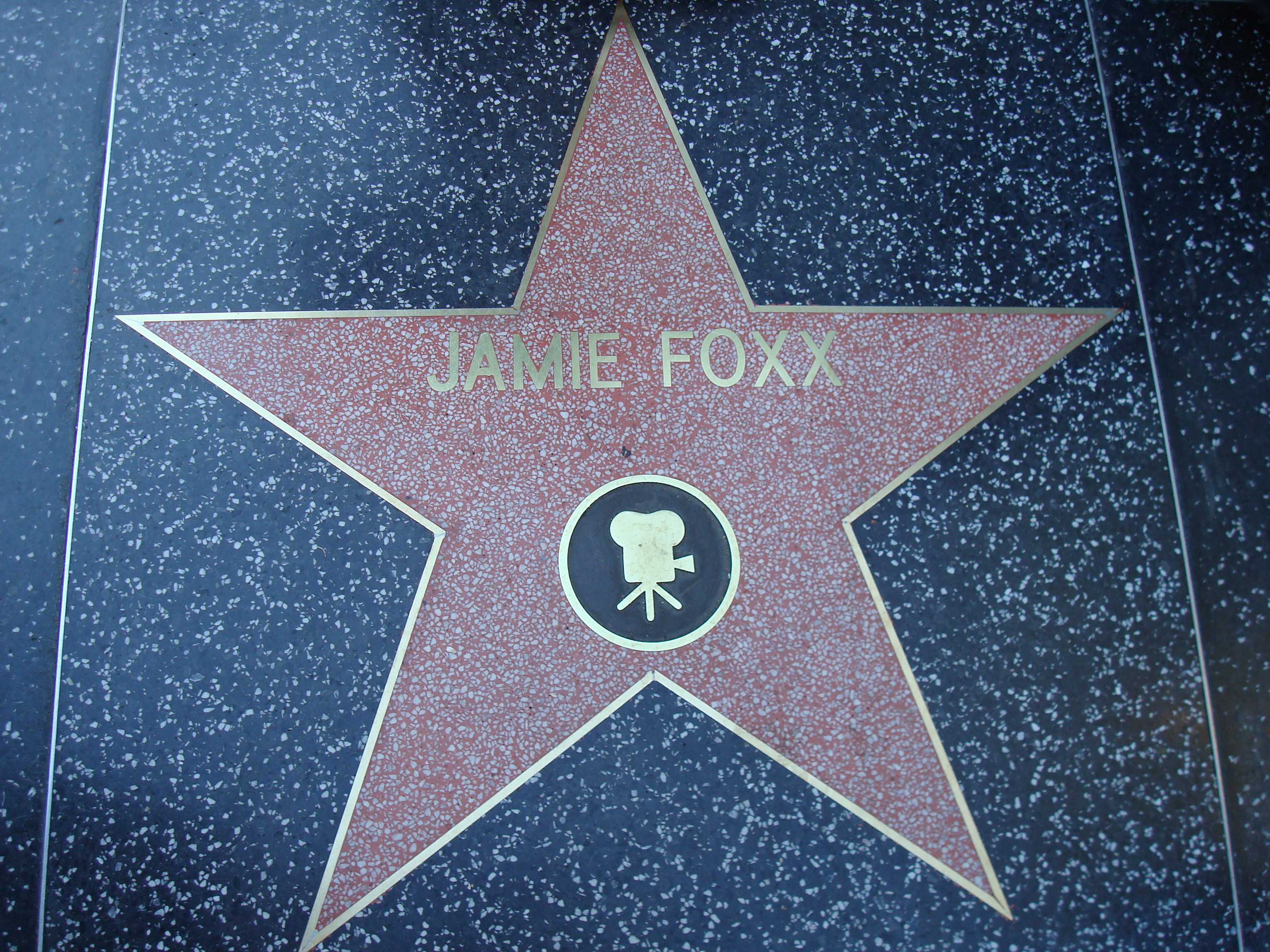
Звезда Фокса на голливудской «Аллее славы»

Фокс начал использовать псевдоним во время участия в стендапе, после того как узнал, что женщин-комедиантов приглашали выступать первыми. Он выбрал себе имя в честь другого известного комика — Реда Фокса.
В 1991 году Фокс присоединился к актёрскому составу сериала «В ярких красках», исполнив в нём множество необычных персонажей, таких, как ужасная девочка Ванда, вымышленный боксёр Карл «Зуб» Уилльямс; и чемпион «Золотой дюжины» Ти-Дог Дженкинс.
Первой драматической ролью Фокса стала роль футболиста в фильме Оливера Стоуна «Каждое воскресенье». Он был приглашён на эту роль, так как сам в своё время был футболистом. В 2004 году он вместе с Томом Крузом снялся в фильме «Соучастник», сыграв роль таксиста Макса, за которую получил признание критиков и номинацию на премию «Оскар» в номинации «Лучшая мужская роль второго плана».
Самой успешной работой Фокса стала роль Рэя Чарльза в фильме-биографии «Рэй», за которую он получил премию «Оскар» в номинации «Лучшая мужская роль», став третьим афроамериканцем, удостоившимся этой премии. Также он второй актёр в истории (после Аля Пачино), дважды номинированный на «Оскар» в один год (за роли в фильмах «Соучастник» и «Рэй»).
Позже Фокс снялся в трёх фильмах: «Морпехи», «Полиция Майами. Отдел нравов», «Девушки мечты». В 2007 году он снялся в главной роли в фильме «Королевство» вместе с Крисом Купером и Дженнифер Гарнер.
14 сентября 2007 года Фокс получил личную звезду на голливудской «Аллее славы». После церемонии Джейми сказал: «Это был один из самых замечательных дней в моей жизни!»
В последующие годы Фокс продолжал сниматься в разных жанрах, таких как комедия («Малыш на драйве», «Он — это пуля»), триллер («Просто помиловать», «Игра возмездия»), фантастика («Дикая банда», «Они клонировали Тайрона») и анимация («Отвязные дворняги», «Душа»). Он также вернулся к роли Электро, которую сыграл в фильме «Новый Человек-паук: Высокое напряжение», в фильме «Человек-паук: Нет пути домой».

### Музыкальная карьера
В 1994 году на студии Fox Broadcasting Company Фокс записал свой первый альбом Peep This. В 2001 году он получил престижную премию MTV Video Music Awards. Его музыкальная карьера пошла вверх после того, как в 2004 году он совместно с Канье Уэстом и рэпером Twista исполнил песню «Slow Jamz», которая заняла первую строку Billboard Hot 100, а также третью строку в аналогичном британском чарте. Следующим сотрудничеством Фокса c Канье Уэстом стал трек «Gold Digger», продержавшийся на вершине Billboard Hot 100 10 недель, в котором он исполнил фрагмент песни Рэя Чарльза «I Got a Woman». В 2005 году Фокс принял участие в работе над хит-синглом «Georgia» вместе с рэпером из Атланты Лудакрисом и группой Field Mob, сэмплом для этой песни послужила известная композиция Рэй Чарльза «Georgia on My Mind». Также он участвовал в записи трека «Build You Up» совместно с рэпером 50 Cent.
В 2005 году Фокс выпустил альбом Unpredictable, который только за первую неделю релиза был продан в количество 598 000 копий. Вскоре Unpredictable поднялся на вершину хит-парада с 200 000 проданными копиями за вторую неделю в США. Альбом также занял девятое место в десятке лучших альбомов Великобритании. Вскоре этот альбом стал платиновым. Первая песня из альбома Unpredictable с одноимённым названием была кавер-версией песни «Wildflower» группы New Birth.
В 2008 году Фокс выпустил свой третий альбом Intuition, который также стал платиновым и содержал хиты «Just Like Me» (с участием T.I.), «Blame It» (с участием T-Pain) и «Digital Girl» (с участием Дрейка, Канье Уэста и The-Dream). В 2010 году он выпустил свой четвёртый альбом Best Night of My Life, который включал синглы «Winner» (с участием Джастина Тимберлейка и T.I.), «Living Better Now» (с участием Рика Росса) и «Fall for Your Type» (с участием Дрейка).
В 2015 году Фокс выпустил свой пятый альбом Hollywood: A Story of a Dozen Roses, который дебютировал на первом месте Billboard 200. Альбом содержал синглы «You Changed Me» (с участием Криса Брауна), «Baby’s in Love» (с участием Kid Ink) и «In Love by Now». В 2018 году он выпустил сингл «Party Ain’t a Party» (с участием 2 Chainz).

## Личная жизнь
У Фокса есть две дочери: Коринн (род. в 1994 году) и Анелиза (род. в августе 2009 года). Коринн дебютировала на Bal des débutantes в ноябре 2014 года и была названа «Мисс Золотой глобус 2016» 18 ноября 2015 года.
18 января 2016 года Фокс спас молодого человека из горящего автомобиля, разбившегося возле его дома. Водитель, Бретт Кайл, ехал на своём грузовике «на высокой скорости», когда машина выехала с дороги, въехал в дренажную канаву и несколько раз перевернулась. Кайл был позже арестован за вождение в нетрезвом виде.

## Фильмография

### Кино
| Год  | Название на русском                    | Оригинальное название                  | Роль                    | Примечания             |
| ---- | -------------------------------------- | -------------------------------------- | ----------------------- | ---------------------- |
| 1992 | Игрушки                                | Toys                                   | Бейкер                  |                        |
| 1996 | Правда о кошках и собаках              | The Truth About Cats & Dogs            | Эд                      |                        |
| 1996 | Большой белый обман                    | The Great White Hype                   | Хассан Эль Рук’н        |                        |
| 1997 | Зов плоти                              | Booty Call                             | Банз                    |                        |
| 1998 | Стриптиз-клуб                          | The Players Club                       | Блу                     |                        |
| 1999 | Ограбление                             | Held Up                                | Майкл                   |                        |
| 1999 | Каждое воскресенье                     | Any Given Sunday                       | Уилли Бимен             |                        |
| 2000 | На живца                               | Bait                                   | Элвин Сандерс           |                        |
| 2001 | —                                      | Date from Hell                         | н/д                     | короткометражный фильм |
| 2001 | Али                                    | Ali                                    | Дрю «Бандини» Браун     |                        |
| 2003 | Ловкие руки                            | Shade                                  | Дженнингс               |                        |
| 2004 | Энциклопедия разводов                  | Breakin’ All the Rules                 | Куинси Уотсон           |                        |
| 2004 | Соучастник                             | Collateral                             | Макс                    |                        |
| 2004 | Рэй                                    | Ray                                    | Рэй Чарльз              |                        |
| 2005 | Стелс                                  | Stealth                                | лейтенант Генри Пёрселл |                        |
| 2005 | Морпехи                                | Jarhead                                | штаб-сержант Сайкс      |                        |
| 2006 | Полиция Майами. Отдел нравов           | Miami Vice                             | Рикардо Таббс           |                        |
| 2006 | Девушки мечты                          | Dreamgirls                             | Кёртис Тейлор-младший   |                        |
| 2007 | Королевство                            | The Kingdom                            | Рональд Флури           |                        |
| 2009 | Солист                                 | The Soloist                            | Натаниел Эйерс          |                        |
| 2009 | Законопослушный гражданин              | Law Abiding Citizen                    | Ник Райс                |                        |
| 2010 | День святого Валентина                 | Valentine’s Day                        | Келвин Мур              |                        |
| 2010 | Я всё ещё здесь                        | I’m Still Here                         | в роли самого себя      |                        |
| 2010 | Впритык                                | Due Date                               | Дэррил                  |                        |
| 2011 | Рио                                    | Rio                                    | Нико                    | мультфильм; озвучка    |
| 2011 | Несносные боссы                        | Horrible Bosses                        | Дин «Ублюдок» Джонс     |                        |
| 2011 | Мозговой штурм                         | The Brain Storm                        | в роли самого себя      | короткометражный фильм |
| 2012 | Джанго освобождённый                   | Django Unchained                       | Джанго Фримен           |                        |
| 2013 | Штурм Белого дома                      | White House Down                       | президент Джеймс Сойер  |                        |
| 2013 | —                                      | (I Wanna) Channing All Over Your Tatum | в роли самого себя      | короткометражный фильм |
| 2014 | Рио 2                                  | Rio 2                                  | Нико                    | мультфильм; озвучка    |
| 2014 | Новый Человек-паук: Высокое напряжение | The Amazing Spider-Man 2               | Макс Диллон / Электро   |                        |
| 2014 | Миллион способов потерять голову       | A Million Ways to Die in the West      | Джанго Фримен           | не указан в титрах     |
| 2014 | Несносные боссы 2                      | Horrible Bosses 2                      | Дин «Ублюдок» Джонс     |                        |
| 2014 | Энни                                   | Annie                                  | Уилл Стакс              |                        |
| 2017 | Бессонная ночь                         | Sleepless                              | Винсент Даунс           |                        |
| 2017 | Малыш на драйве                        | Baby Driver                            | Псих / Леон             |                        |
| 2018 | Робин Гуд: Начало                      | Robin Hood                             | Маленький Джон          |                        |
| 2019 | Просто помиловать                      | Just Mercy                             | Уолтер Макмиллиан       |                        |
| 2020 | Проект «Сила»                          | Project Power                          | Арт                     |                        |
| 2020 | Душа                                   | Soul                                   | Джо Гарднер             | мультфильм; озвучка    |
| 2021 | Человек-паук: Нет пути домой           | Spider-Man: No Way Home                | Макс Диллон / Электро   |                        |
| 2022 | Дневная смена                          | Day shift                              | Бад Яблонски            |                        |
| 2023 | Они клонировали Тайрона                | They Cloned Tyrone                     | Слик Чарльз             | также продюсер         |
| 2023 | Отвязные дворняги                      | Strays                                 | Баг                     | озвучка                |
| 2023 | Он — это пуля                          | God Is a Bullet                        | перевозчик              |                        |
| 2023 | Погребение                             | The Burial                             | Вилли Э. Гэри           | также продюсер         |
| 2025 | Снова в деле                           | Back in Action                         | Мэтт                    |                        |
| 2025 | Игры возмездия                         | Tin Soldier                            | Бакуши                  |                        |

### Телевидение
| Год       | Название на русском           | Оригинальное название                      | Роль                  | Примечания                                                     |
| --------- | ----------------------------- | ------------------------------------------ | --------------------- | -------------------------------------------------------------- |
| 1990      | —                             | Comedy on the Edge                         | н/д                   | телесериал                                                     |
| 1991—1994 | В ярких красках               | In Living Color                            | разные персонажи      | телесериал; основная роль                                      |
| 1992—1993 | —                             | Roc                                        | Безумный Джордж       | телесериал; 9 эпизодов                                         |
| 1996      | —                             | C-Bear and Jamal                           | н/д                   | мультсериал; озвучка                                           |
| 1996      | Тусоваться с мистером Купером | Hangin’ with Mr. Cooper                    | тренер Армстронг      | эпизод: Rivals                                                 |
| 1996      | Мойша                         | Moesha                                     | Вуди                  | эпизод: Driving Miss Moesha                                    |
| 1996—2001 | Шоу Джейми Фокса              | The Jamie Foxx Show                        | Джейми Кинг           | телесериал; основная роль                                      |
| 2004      | Искупление                    | Redemption: The Stan Tookie Williams Story | Стэнли «Туки» Уильямс |                                                                |
| 2004      | Шоу Шаппелла                  | Chappelle’s Show                           | чёрный Тони Блэр      | эпизод: Lil Jon On Lil Jon & Black Bush                        |
| 2017      | Белая знаменитость            | White Famous                               | в роли самого себя    | телесериал; 2 эпизода                                          |
| 2018      | Нео Йокио                     | Neo Yokio                                  | Саймон Хаммерстайн    | мультсериал; эпизод: Pink Christmas; озвучка                   |
| 2019      | —                             | Live in Front of a Studio Audience         | Джордж Джефферсон     | телесериал                                                     |
| 2019      | 30 событий за 30 лет          | 30 for 30                                  | рассказчик            | документальный телесериал; эпизод: Rodman: For Better or Worse |
| 2021      | Папа, перестань меня позорить | Dad Stop Embarrassing Me                   | Брайан Диксон         | телесериал; основная роль                                      |
| 2021      | —                             | Tyson                                      | Майк Тайсон           | мини-сериал; основная роль                                     |
| 2022      | —                             | Dem Tinseltown Homiez, the Hollywood Guys  | режиссёр телесериала  | эпизод: Filming at Jamie Foxx’s House story!                   |

## Дискография
- Peep This (1994)
- Unpredictable (2005)
- Intuition (2008)
- Best Night of My Life (2010)

## Награды и номинации
| Награда                        | Год  | Категория                                           | Название работы   | Результат |
| ------------------------------ | ---- | --------------------------------------------------- | ----------------- | --------- |
| Оскар                          | 2005 | Лучшая мужская роль второго плана                   | Соучастник        | Номинация |
| Оскар                          | 2005 | Лучшая мужская роль                                 | Рэй               | Победа    |
| Золотой глобус                 | 2005 | Лучшая мужская роль в мини-сериале или телефильме   | Искупление        | Номинация |
| Золотой глобус                 | 2005 | Лучшая мужская роль в кинофильме                    | Соучастник        | Номинация |
| Золотой глобус                 | 2005 | Лучшая мужская роль в комедийном фильме или мюзикле | Рэй               | Победа    |
| BAFTA                          | 2005 | Лучшая мужская роль второго плана                   | Соучастник        | Номинация |
| BAFTA                          | 2005 | Лучшая мужская роль                                 | Рэй               | Победа    |
| Независимый дух                | 2005 | Лучшая мужская роль                                 | Искупление        | Номинация |
| Премия Гильдии киноактёров США | 2005 | Лучшая мужская роль в телефильме или мини-сериале   | Искупление        | Номинация |
| Премия Гильдии киноактёров США | 2005 | Лучшая мужская роль второго плана                   | Соучастник        | Номинация |
| Премия Гильдии киноактёров США | 2005 | Лучшая мужская роль                                 | Рэй               | Победа    |
| Премия Гильдии киноактёров США | 2005 | Лучший актёрский состав в игровом кино              | Рэй               | Номинация |
| Премия Гильдии киноактёров США | 2007 | Лучший актёрский состав в игровом кино              | Девушки мечты     | Номинация |
| Премия Гильдии киноактёров США | 2020 | Лучшая мужская роль второго плана                   | Просто помиловать | Номинация |
| Спутник                        | 2005 | Лучшая мужская роль второго плана в кинофильме      | Соучастник        | Номинация |
| Спутник                        | 2005 | Лучшая мужская роль в мини-сериале или телефильме   | Искупление        | Победа    |
| Спутник                        | 2005 | Лучшая мужская роль в комедийном фильме или мюзикле | Рэй               | Победа    |
| Золотая малина                 | 2019 | Худшая мужская роль второго плана                   | Робин Гуд: Начало | Номинация |